# Lloyd C.II
Lloyd CII – austro-węgierski samolot rozpoznawczy i lekki samolot bombowy. Zaprojektowany i zbudowany w 1915 roku w wytwórni samolotów i silników Ungarische Lloyd Flugzeug und Motoren Fabrik (Magyar Lloyd Repülőgép- és Motorgyár) w Aszod. 

## Historia
Samolot rozpoznawczy Lloyd CII został zbudowany w austro-węgierskiej wytwórni samolotów i silników Ungarische Lloyd Flugzeug und Motoren Farbrik w węgierskim mieście Aszod w 1915 roku.
Pierwowzorem jego konstrukcji był dwumiejscowy samolot dwupłatowy Lloyd CI skonstruowany pod koniec 1913 roku przez Jakoba Löhnera i wyprodukowany na początku 1914 roku. Lot pokazowy tego samolotu odbył się latem 1914 roku w miejscowości Aspern pod Wiedniem. Osiągnął on wówczas niezwykły jak na owe czasy pułap 6174 m. Rozpoczęto wówczas jego produkcję i do czasu wybuchu I wojny światowej był to podstawowy samolot wojskowy w monarchii austro-węgierskiej.
Na początku 1915 roku oblatano ulepszoną wersję tego samolotu oznaczoną Lloyd CII. Do jego napędu użyto silnika rzędowego Hieronymus. Silnik ten zamontowano w przedniej części kadłuba, przy czym jego górna część była nieosłonięta, co miało dodatkowo polepszać chłodzenie silnika, przez opływ powietrza jego cylindrów. Silnik był chłodzony cieczą, studzoną w chłodnicy czołowej. W kadłubie o konstrukcji kratownicowej drewnianej za silnikiem znajdował się zbiornik paliwa, a za nim odkryta kabina załogi z dwoma fotelami, osłonięta od przodu owiewką, tworzącą mały wiatrochron. Pierwszy fotel był przeznaczony dla pilota, tylny fotel dla obserwatora lub pasażera. Do tylnej części kadłuba przymocowano usterzenie klasyczne podzielone na stateczniki i stery. Usterzenie pionowe miało duży kąt skosu oraz dość dużą powierzchnię. Za silnikiem do spodu kadłuba zamontowano dolny płat, podzielony konstrukcyjnie na dwa skrzydła – prawe i lewe. Do dolnego płatu na oprofilowanych słupkach zamocowano górny płat, z lotkami na końcach. Oba płaty usztywniono cięgnami z drutu stalowego. Samolot miał solidną konstrukcję, dobre właściwości pilotażowe i niezłe osiągi. Wyróżniał się stosunkowo dużą prędkością wznoszenia. W związku z tym uruchomiono produkcję seryjną tego samolotu. W sumie w latach 1915–1916 zbudowano 100 samolotów tego typu, z czego 50 zbudowano w fabryce karoserii Wiener Karosserie und Flugzeugfabrik (WKF) w Wiedniu. Samoloty te stosowano w lotnictwie austro–węgierskim podczas I wojny światowej przede wszystkim do celów rozpoznawczych, początkowo bez uzbrojenia, potem od 1917 roku z 1 lub 2 karabinami maszynowymi kalibru 7,92 mm, ruchomymi, montowanymi na obrotnicy w tylnej części kabiny i obsługiwanymi przez obserwatora. Używano ich również jako lekkich bombowców, wyposażano je wówczas w 90 kg bomb.
W 1916 roku rozpoczęto produkcję kolejnej wersji samolotu Lloyd CIII. Była to wersja samolotu Lloyd CII napędzana przez silnik rzędowy Austro-Daimler o mocy 160 KM (118 kW). Samoloty tej wersji stosowano w latach 1916–1917 we Włoszech i na froncie rumuńskim. W 1917 roku podjęto produkcję kolejnych wersji samolotu Lloyd CIV i Lloyd CV. Ogółem do końca wojny wyprodukowano 400 samolotów Lloyd w wersjach CIII, CIV i CV.

## Użycie wWojsku Polskim
W listopadzie 1918 roku polskie oddziały wojskowe w Małopolsce zdobyły 10 samolotów Lloyd CII. Zostały one wcielone do polskiego lotnictwa i służyły one do rozpoznania i treningu załóg. Przetrwały na wyposażenia polskich eskadr do pierwszych miesięcy 1920 roku, kiedy z uwagi na zużycie zostały wycofane z eksploatacji.

## Opis techniczny
Samolot Lloyd CII był dwumiejscowym samolotem rozpoznawczym, dwupłatem o konstrukcji mieszanej, w zasadzie drewnianej, podwozie klasyczne – stałe, silnik rzędowy marki Hieronymus, śmigło drewniane - dwułopatowe